# Wethersfield, Connecticut
Wethersfield är en ort (CDP) i Hartford County, i delstaten Connecticut, USA. Enligt United States Census Bureau har orten en folkmängd på 26 668 invånare (2010) och en landarea på 31,9 km².
Den 8 april 1971 respektive 8 november 1982 inträffade två olika meteoritnedslag i trakterna kring Wethersfield.